# Эстергази-Галанта, Миклош
Граф Миклош Эстергази-Галанта (16 ноября 1711 — июнь 1764) — австрийский венгерский аристократ и дипломат.

## Биография
Выходец из венгерского магнатского рода Эстергази. Родился в 1711 году в семье графа Франца (Ференца) Эстергази (1683–1754) и его супруги, Марии-Сидонии, урождённой Пальфи.
Учился сперва в Иезуитском коллегиуме в сегодняшней Братиславе, а затем  — в Дворянском институте в Люневиле. С 1732 по 1735 годах совершил образовательное путешествие (гран-тур) по европейским странам, посетил Нидерланды, сегодняшнюю Бельгию, Францию, Великобританию и Италию. 
В 1740-х годах, в правление императрицы Марии-Терезии, занимал должность австрийского чрезвычайного посланника в Польше-Саксонии, а затем, на протяжении восьми лет, должность австрийского посла в России при дворе Елизаветы Петровны. Андреевский кавалер (1755).